# جون تشارلز فان ديك
جون تشارلز فان ديك (بالإنجليزية: John Charles Van Dyke)‏ (1856، نيو برونزويك في الولايات المتحدة - 1932، نيويورك في الولايات المتحدة)؛ مؤرخ، مدرس، صحفي، أمين مكتبة وروائي أمريكي.